# 滋賀県長浜市園児殺害事件
滋賀県長浜市園児殺害事件（しがけんながはましえんじさつがいじけん）は、2006年（平成18年）2月17日に滋賀県長浜市相撲町の田んぼの中にある市道の路上で幼稚園児2名が刃物でめった刺しにされ、殺害された事件。

## 事件の推移
2006年2月17日9時5分頃、長浜市の水田の中を通る市道上に、幼稚園児と思われる男児と女児が血だらけで倒れているのを通行人が発見し、119番通報した。女児はすぐに死亡が確認され、男児は搬送先の長浜赤十字病院で亡くなった。
2人は近くの幼稚園に通う共に5歳の園児と判明。滋賀県警では、2人の体に十数カ所以上の刺し傷があったことから殺人事件と断定し県内全域に緊急配備を敷いた。
その後、11時頃現場から遠く離れた大津市内の湖西道路の真野インターチェンジで、大津北警察署が敷いた検問に不審な白い車がひっかかり、車内を捜索したところ車内は血の海となっており、血の付いた包丁が落ちていたことから、運転していた女に事情を聞いたところ、2人を殺したことを認めたため、殺人の疑いで緊急逮捕した。逮捕されたのは、死亡した2人の園児の同級生の母親である30歳代の中国人の女だった。
容疑者は取り調べに対し、自分の子が園内で馴染めないのは周りの子供が悪いと思い犯行を決意したと動機を供述した。

## 事件の経過
- 9時5分、長浜市内で幼稚園児らしき子どもが二人倒れていると119番通報。
- 9時30分頃、滋賀県警が県内全域に緊急配備。
- 10時頃、女児の死亡を確認。
- 11時頃、大津北警察署員が不審な乗用車を検問で止め、車内を捜索したところ、血の付いた包丁と大量の血痕を発見したため、運転していた女から事情を聞いたところ、二人の殺害を認めたため、緊急逮捕。
- 正午頃、男児の死亡を確認。
- 14時、滋賀県警が長浜警察署で記者会見。

## 裁判

### 刑事裁判
- 2006年3月 起訴。公判前審理開始
- 2007年2月2日10時から17時の終日、滋賀県の大津地方裁判所101号大法廷で初公判が開かれ（長井秀典裁判長）、起訴状朗読や罪状認否が行われた。その中で被告は「砂人形を刺しただけ」「人間ではない。血も出ていなかった」などと発言をした[3]。さらに、つばを吐くなどしたため、裁判長から度々警告された。
- 2007年2月8日 第二回公判
- 2007年2月15日 第三回公判
- 2007年3月1日 第七回公判 前回に続き不規則な発言を繰り返し、途中退廷させられた。足を机の上に投げ出すこともあった。
- 2007年9月18日 検察側が死刑を求刑。
- 2007年10月16日 死刑求刑に対し、精神分裂病の影響による心神耗弱を認め無期懲役判決が言い渡された[4]。弁護側は量刑不当として即日控訴。
- 2009年2月20日 大阪高裁で二審の判決。一審の無期懲役判決を支持し、検察・被告双方の控訴を棄却 [5]。
- 2009年3月9日 検察・被告とも上告せず、被告の無期懲役の判決が確定。

### 民事訴訟
- この事件で殺害された2人の園児の遺族が、幼稚園を運営する長浜市と、加害者の女の元夫に対し、総額計約2億円の損害賠償を求め、大津地裁に民事訴訟を起こした。遺族は、幼稚園は通園時の安全配慮義務を、元夫は精神障害者である元妻に対する保護監督義務を、それぞれ怠ったと主張した。
- 2011年1月6日に同地裁は、同市や女の元夫が事件を予見することは不可能だったとして、遺族の訴えを棄却した[6]。

### 備考
- 被告人は刑確定後に夫から離婚され、現在は事実上支援者のいない状態である。
- 仮に死刑判決を受けて確定したとしても刑事訴訟法479条で心神喪失者の死刑執行は停止されると規定されており、心神喪失状態が事実なら死刑になることはない。
- 出入国管理及び難民認定法第24条各号所定の退去強制事由によれば「別表第1の在留資格で在留する者で、一定の刑法犯罪等により懲役又は禁錮に処せられた者（4号の2）」とあり、殺人罪も該当するため、服役終了後に日本から強制退去させられる。有期刑なら所定の年数で退去処分になるが、無期懲役の場合には母国ないし第三国の身柄引受人が必要となるため、獄中結婚をしない限り相手国が受け入れを拒否したときには事実上終身刑になる可能性がある。なお母国が引き受けに応じた為に無期懲役囚の仮出獄が実現したケースとして金嬉老がいる。

## 誤報
- 10時45分頃、日本テレビ系列のニュースで、男児死亡確認とのテロップと情報を流したが、この時点ではまだ死亡は確認されておらず、11時30分からのニュースで訂正し謝罪した。滋賀県ではよみうりテレビで放送された。

## 衝撃

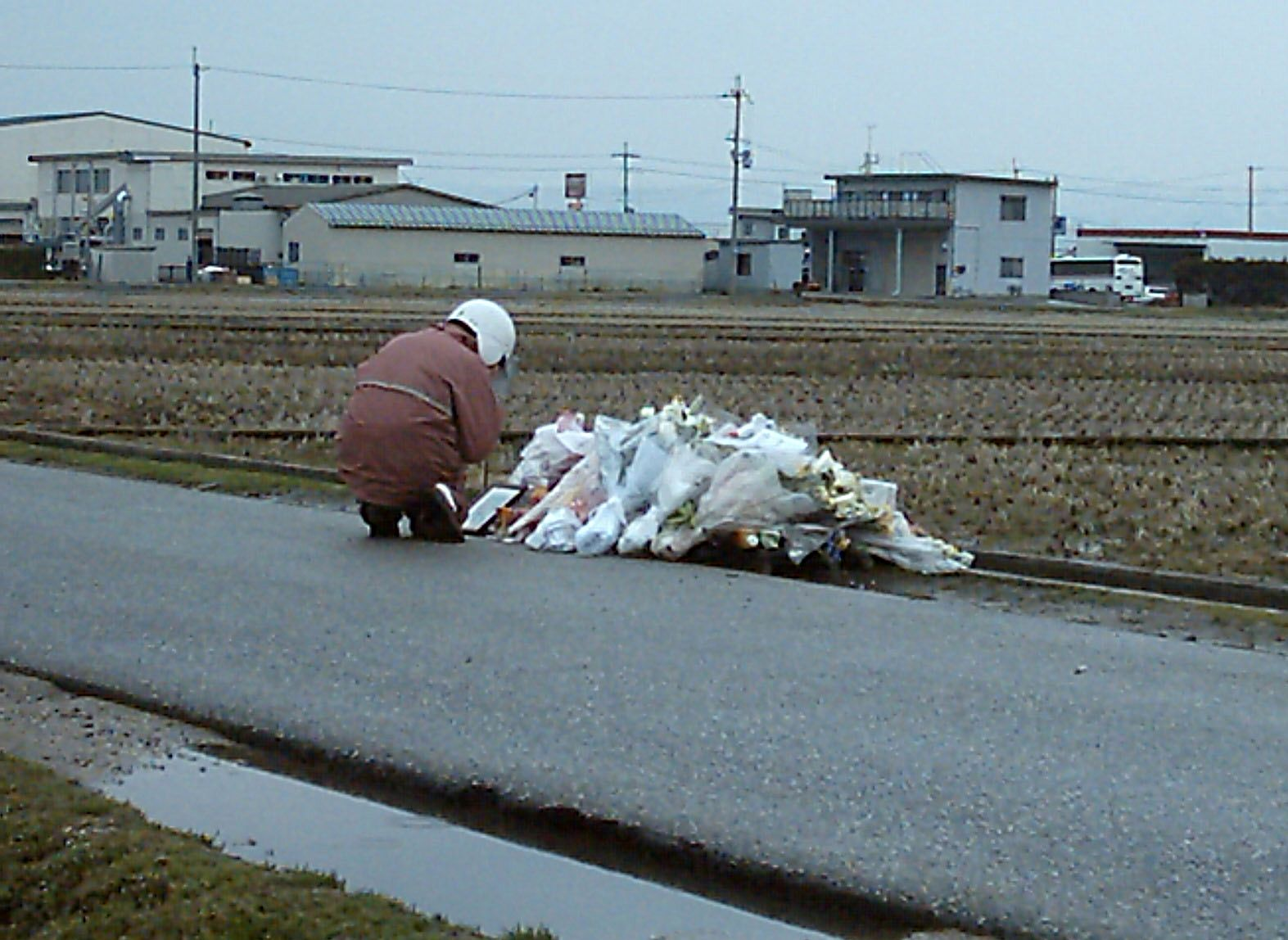
現場で合掌する人（2006年2月）

前年11月から12月にかけて相次いだ広島小1女児殺害事件・栃木小1女児殺害事件・宇治学習塾小6女児殺害事件に続いて「子供の安全」が改めて問われる事件となった。しかも、児童を危険から守る為に始められた保護者による当番制の集団送迎によって発生してしまった事件で、これまでの防犯は「知らない人間を排除すれば安全」という、同級生の保護者なら安心とする考え方を一蹴させて、「誰を信じて良いのかわからない」と関係者をパニックに陥れた。その上で、「知っている人でも危ない」「男の子でも狙われる」という、それまでの議論から全く欠落していた点も改めて問題視されるに至った。